# Entity Bean
Um Entity Bean é um tipo de Enterprise JavaBean, um componente J2EE do lado servidor, que representa dado persistente armazenado em um banco de dados. Um entity bean pode gerenciar sua própria persistência (Bean managed persistence) ou pode delegar esta função ao seu Recipiente EJB (Container managed persistence). Um entity bean é identificado por uma chave primária. Se o recipiente no qual um entity bean está armazenado falhar, o entity bean, sua chave primária e quaisquer referências remotas sobrevivem à falha.
No EJB 3.0, entity beans foram substituídos pela API Java Persistence.
Antes do EJB 2.0 os entity beans não podiam ser usados em grande quantidade pois cada entity bean era de fato um stub RMI com sua própria conexão RMI ao servidor EJB. Obter 1000 entity beans em uma única operação resultaria em 1000 conexões de Internet simultâneas ao back-end RMI. Como o TCP/IP suporta apenas 65536 portas você está limitado essencialmente a utilizar 65536 entity beans de uma vez. Por exemplo, se uma aplicação cliente deseja monitorar o estado de 1024 entradas de banco de dados ela pegaria 1024 referências de entity beans e assim 1024 conexões RMI ao servidor EJB, o servidor EJB por sua vez necessitaria suportar todas as 1024 conexões de cada aplicação cliente e seria limitado a servir no máximo 64 aplicações cliente de modo que todas as outras conexões seriam ignoradas. Estas limitações são impossíveis de superar quando utiliza-se entity beans sobre RMI.